# Anna Achmatova
Anna Andrejevna Achmatova (ryska: А́нна Андре́евна Ахма́това; egentligen Anna Andrejevna Gorenko), född 23 juni 1889 i Bolsjoj Fontan, Odessa, död 5 mars 1966 i Domodedovo, Moskva, var en rysk poet, översättare och litteraturvetare. 
Anna Achmatova är en av den ryska 1900-talslitteraturens mest betydelsefulla personer. År 1965 nominerades hon till Nobelpriset i litteratur.
Hennes livsöde var tragiskt. Tre av hennes närmaste utsattes för repressionen: hennes förste make, Nikolaj Gumiljov, avrättades 1921; hennes tredje make, Nikolaj Punin, arresterades tre gånger och dog i läger 1953; hennes ende son, Lev Gumiljov, satt i fängelse och koncentrationsläger i omgångar i mer än 10 år under 1930- till 1950-talen. Achmatovas sorg som hustru och mor uttrycks i ett av hennes mest betydande poem – Requiem.
Anna Achmatova, som redan på 1920-talet var en erkänd poet, utsattes för förtigande, censur och förföljelse. Många av hennes verk blev inte publicerade i Sovjetunionen under hennes livstid, utan först mer än tjugo år efter hennes död. Samtidigt högaktades Anna Achmatova av poesiälskare både i Sovjetunionen och i andra länder.

## Biografi
Anna Gorenko föddes som tredje barnet i en syskonskara på fyra döttrar och två söner i kurorten Bolsjoj Fontan i Odessaområdet. Hennes far, Andrej Antonovitj Gorenko (1848–1915), var adelsman, maskiningenjör vid flottan, senare kollegieassessor, då familjen flyttade till huvudstaden Sankt Petersburg. Hennes mor, Inna Erazmovna Stogova (1856–1930), var avlägset släkt med poeten och översättaren Anna Bunina (1774–1829). I sina anteckningar noterade Anna Achmatova: ”I min familj skrev ingen dikter så långt ögat nådde, bara den första kvinnliga ryska poeten Anna Bunina, som var moster till min morfar Erazm Ivanovitj Stogov…” (1797–1880). Morfaderns hustru, Anna Jegorovna Motovilova, var dotter till Jegor Nikolajevitj Motovilov, som var gift med Praskovja Fedosejevna Motovilova (född Achmatova), vars flicknamn Anna Gorenko valde som litterär pseudonym och som härstammade från Tatar Khan Ahmat eller Gyllene horden.  Anna Achmatovas far var delaktig i hennes namnändringsval. När han fick höra om sin då sjuttonåriga dotters poetiska försök bad han henne att inte skämma ut hans namn.
År 1890 flyttade familjen först till Pavlovsk och sedan till Tsarskoje Selo utanför dåvarande huvudstaden Sankt Petersburg, där Anna Gorenko år 1899 började studera vid Marinskijs flickgymnasium. Somrarna tillbringade hon med familjen i Sevastopol.
Achmatova mindes att hon lärde sig läsa i Leo Tolstojs ABC-bok. När hon var fem år lärde hon sig tala franska genom att lyssna när lärarinnan undervisade de äldre barnen.
År 1911 publicerade hon sina första dikter i tidskrifterna "Novaja zjizn", "Gaudeamus", "Apollon" och "Russkaja mysl".
I ungdomen anslöt hon sig till akmeismen (diktsamlingarna Вечер Afton 1912, Чётки Radband 1914). Utmärkande drag i Achmatovas verk kan sägas vara hennes trofasthet mot tillvarons moraliska grundprinciper, hennes subtila förståelse för känslans psykologi, hennes tolkning av 1900-talets nationella tragedi, så förbunden med hennes personliga upplevelser, och tyngdkraften i det poetiska språkets klassiska stil.
Achmatovas självbiografiska dikt Requiem (1935–1940, först publicerad i München 1963, i Sovjetunionen 1987) är ett av de första poetiska verken tillägnade den stalinistiska repressionens offer under 1930-talet. Solsjenitsyn berättar att Aschmatova alltid var på vakt mot avlyssning, skuggning och angivare. ”I 34 år höll hon Requiem i huvudet. Hon förvarade inte sina manuskript hemma”. 
Ett poem utan hjälte (1940–1965, den förhållandevis fullständiga texten publicerades i Sovjetunionen 1976, i Sverige 1978) uttrycker Achmatovas syn på hennes samtida epok, från den ryska kulturens silverålder (början av 1900-talet) till Stora fosterländska kriget (1941–1945). Poemet har stor betydelse som förebild för modern poesi och som unik historieskildring.
Förutom poesi skrev Achmatova enastående artiklar om Aleksandr Pusjkins och Michail Lermontovs verk.
Från år 1922 utsattes Anna Achmatovas böcker för ingrepp av censuren. Från 1925 till 1939 och från 1946 till 1955 trycktes inga fullständiga utgåvor av hennes poesi, förutom dikterna i diktcykeln Leve freden! (1950). Ända fram till 1964 nekades hon tillstånd att resa utomlands.
Den första relativt fullständiga och vetenskapligt kommenterade utgåvan av Achmatovas verk efter hennes död var Achmatova, A. Dikter och poem. 1976. (Poetbibliotekets stora serie).
Anna Achmatovas dikter finns översatta till många av världens språk.

### Liv och verk
- 1900–1905 studier vid Tsarskoje selos gymnasium, sedan ett år i Jevpatorija. "1905 skilde sig mina föräldrar, och mamma och barnen flyttade söderut. Vi bodde ett helt år i Jevpatorija, där jag studerade sista skolåret hemifrån, längtade efter Tsarskoje Selo och skrev mängder av tafatta dikter."[14]
- 1906–1907 studier vid första gymnasiet för kvinnor i Kiev. Bland lärarna fanns den blivande kände filosofen Gustav Sjpet[15] och matematikern Julia Kistjakovskaja.
- 1908–1910 studier vid Kievs kvinnohögskola, och kurser i historia och litteratur i Petersburg. Achmatova skrev sina första dikter vid elva års ålder. Fadern förbjöd henne att underteckna dikterna med familjenamnet Gorenko, och då använde hon mormodern Praskovja Fedosejevnas efternamn ”Achmatova” (mormodern hette Motovilova som gift och dog 1837; hon härstammade på sin fars sida från den gamla adelssläkten Tjagadejev, och på sin mors sida från den gamla tatarsläkten Achmatov, som hade russifierats på 1600-talet).
- 1910, i april gifte hon sig med Nikolaj Gumiljev.
- 1910–1912 var hon i Paris två gånger och reste runt i Italien. Intrycken från de resorna och bekantskapen med Amedeo Modigliani i Paris fick stort inflytande på hennes författarskap.
- 1911 utkom hennes första publikationer under namnet "Anna Achmatova" (tidigare, 1907, under namnet "Anna G." hade Gumiljov publicerat hennes dikt På hans hand finns många gnistrande ringar…[16] i sin tidskrift Sirius, i Paris. Tidskriften lades ner efter bara några nummer[17]).

- 1912

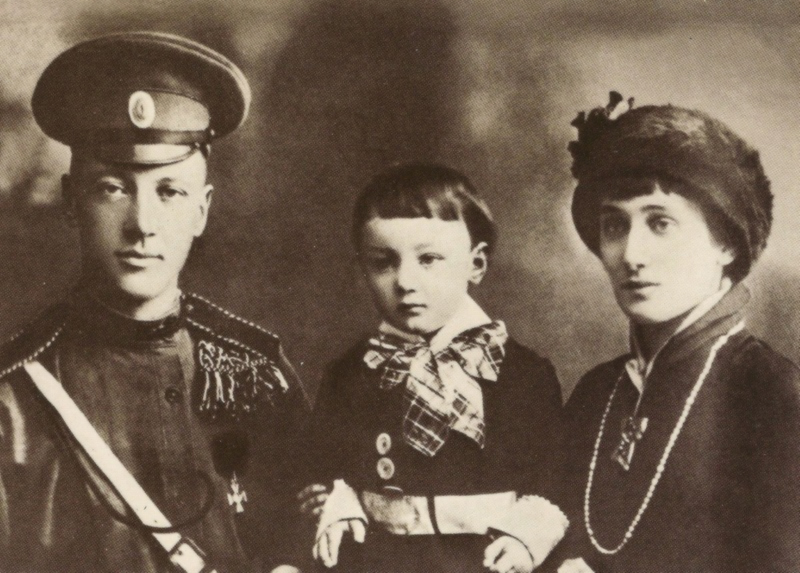
Nikolaj Gumiljov, Anna Achmatova och sonen Lev, 1913

  - i mars utkom hennes första bok – diktsamlingen Вечер (Afton), i Poetgillets utgåva, i en upplaga på 300 exemplar.
  - i oktober föddes sonen Lev Nikolajevitj Gumiljov
- 1914 på våren utkom Чётки (Radband) på förlaget "Hyperboréer" i en för den tiden stor upplaga på 1 000 exemplar. Fram till 1923 kom den ut i ytterligare 8 upplagor.
- 1917 kom tredje boken, Белая стая (Den vita skaran), ut på förlaget "Hyperboréer" i en upplaga på 2 000 exemplar.
- 1918
  - i augusti skilsmässa från Gumiljov.
  - gifte hon sig med assyriologen och poeten Vladimir Sjilejko.
- 1921
  - i april utkom samlingsvolymen Подорожник (Groblad) på förlaget Petropolis i en upplaga på 1 000 exemplar.
  - på sommaren skilsmässa från Sjilejko.
  - på natten mellan 3 och 4 augusti arresterades Nikolaj Gumiljov och avrättades efter tre veckor, den 26 augusti.
  - i oktober såg hennes femte bok dagens ljus, Anno Domini MCMXXI. (latin för Herrens år 1921) på förlaget Petropolis.
- 1922 gifte hon sig inofficiellt med konstvetaren och konsthistorikern Nikolaj Punin.[18].
- 1923–1934 publicerades hon praktiskt taget inte. Lidia Tjukovskaja vittnar i Anteckningar om Anna Achmatova att många dikter från de åren gick förlorade under flyttar och under evakueringen. Achmatova skriver i sina anteckningar Kort om mig själv, 1965, att "från mitten av 1920-talet publicerades inte mina nya dikter, och de gamla trycktes inte på nytt."
- 1924 bosatte hon sig i huset vid Fontanka.
- 1926, 8 juni, registrerades skilsmässan från Vladimir Sjilejko, då han skulle gifta om sig med Vera Konstantinovna Andrejeva. Vid skilsmässan fick Anna Achmatova för första gången officiellt efternamnet Achmatova (tidigare hade hon haft respektive makes namn)[19]

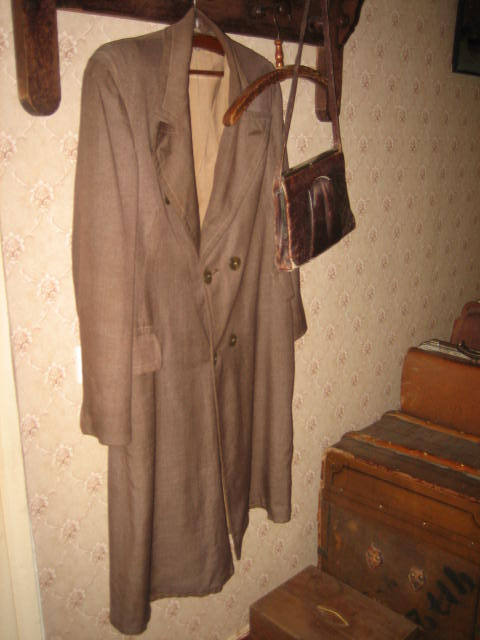
Efter Punins arrestering lät Anna Achmatova hans rock hänga kvar som ett minne. Nu hänger den fortfarande kvar i Anna Achmatovamuseet vid Fontanka.

- 22 oktober 1935 arresterades Nikolaj Punin och Lev Gumiljov, och en vecka senare frisläpptes de.
- 1938 arresterades sonen Lev Gumiljov och dömdes till fem års arbetsläger.
  - skilde hon sig från Nikolaj Punin.
- 1939 antogs hon som medlem av Sovjetunionens författarförbund
- 1935–1940 skrev hon poemet Реквием (Requiem)
- 1940 kom en ny, sjätte samlingsvolym Из шести книг (Ur sex böcker)
- 1941 var hon i Leningrad vid krigsutbrottet. På läkarnas enträgna begäran evakuerades hon 28 september först till Moskva och sedan till Tjistopol, i närheten av Kazan, därifrån via Kazan till Tasjkent. Där utgavs en samlingsvolym med hennes dikter.
- 1943 Efter att Lev Gumiljov hade avtjänat sitt straff i Norilsklägret, började hans förvisning bortom polcirkeln. I slutet av 1944 gick han ut som frivillig till fronten, och kom ända fram till Berlin.
- 1944, den 31 maj återvände Anna Achmatova som en av de första från evakueringen till Leningrad.
  - under sommaren tog förhållandet med Vladimir Georgijevitj Garsjin slut.[20]
- 1945, augusti gick kommunistpartiets centralkommitté till angrepp mot Achmatova som benämndes ’en sexgalen mystiker’ och ’en blandning av hora och nunna’.[21]
- 1946, 14 augusti. Kommunistpartiets centralkommittés organisationsbyrås resolution om tidskrifterna "Zvesda" (Stjärnan) och "Leningrad", där skarp kritik riktades mot Anna Achmatovas och Michail Zosjtjenko verk. Båda två blev uteslutna ur Sovjetunionens författarförbund[22]

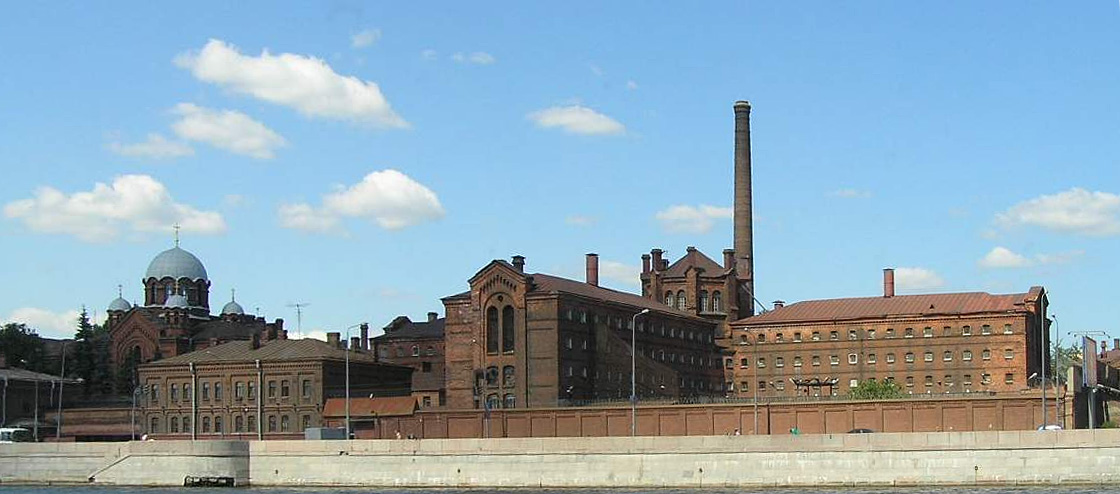
”Kresty”, fängelset i Sankt Petersburg, sett från floden Neva

- 1949, den 26 augusti arresterades Punin, och 6 november arresterades Lev Gumiljov. Domen blev tio år i arbetsläger. Under alla de år som Achmatovas son var fängslad upphörde hon aldrig med sina försök att få honom frigiven.[23] Diktcykeln ”Слава миру!” (Leve freden!), skriven 1950 var kanske ett försök av Achmatova att visa sin lojalitet med sovjetmakten. Lidia Tjukovskaja skriver i sina Anteckningar om Anna Achmatova: "Cykeln 'Leve freden' (faktiskt 'Leve Stalin') skrev Achmatova som 'en böneskrift till den allra högste'. I förtvivlan: Lev Nikolajevitj hade återigen blivit arresterad 1949."
- 1951, 19 januari blev Anna Achmatova återinvald i Sovjetunionens författarförbund på förslag av dess ordförande Alexander Fadejev.
- 1953, i augusti, dog Nikolaj Punin i Abezskijlägret, i Komi.
- 1954, i december, deltog Achmatova i Sovjetunionens författarförbunds andra kongress.
- 1956, efter kommunistpartiets tjugonde kongress, återvände Lev Gumiljov som rehabiliterad från fångenskapen, och antog felaktigt att hans mor inte hade ansträngt sig tillräckligt mycket för att få honom frigiven. Achmatova skrev dock den 24 april 1950 ett brev till Stalin och bad att sonen skulle friges, men brevet besvarades inte, och den 14 juli samma år skickade säkerhetsministern Viktor Abakumov ett pm till Stalin ”[o]m vikten av att arrestera poeten Achmatova”.[24] Från den tiden framåt var relationen mellan mor och son spänd.

- 1958 utkom diktsamling ”Dikter”

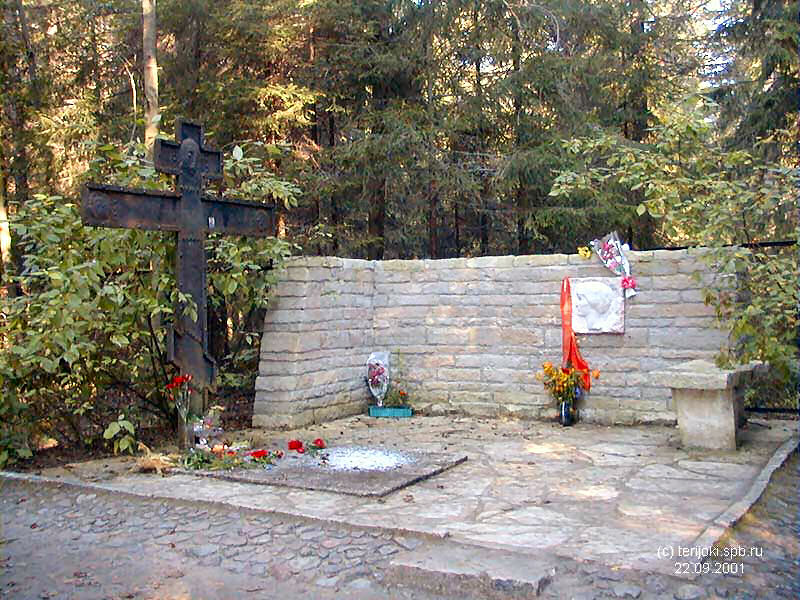
Anna Achmatovas grav

- 1964 fick hon motta Etna-Taorminapriset i Italien.
- 1965
  - reste hon till England där hon blev hedersdoktor vid Oxfords universitet.
  - utkom Бег времени (Tidens flykt). Samlade dikter 1909–1965.
- 1966
  - 5 mars avled Anna Achmatova på sanatoriet i Domodedova, Moskva.
  - 7 mars kl. 22 meddelade Sovjetunionens radio att den framstående poeten Anna Achmatova hade avlidit. Hon begravdes på Kamarovkyrkogården i närheten av Leningrad.[25] Myndigheterna hade planerat den för Sovjettiden vanliga gravsmyckningen, men Lev Gumiljov byggde tillsammans med sina studenter ett minnesmärke över sin mor. De samlade stenar och byggde en mur som en symbol för Krestyfängelsets mur, vid vilken hans mor hade stått när hon skulle överlämna paket till sin son. Ursprungligen fanns det en nisch i muren, likt ett fängelsefönster, senare täcktes denna glugg över med ett porträtt av poeten i basrelief. Korset, som Anna Achmatova hade testamenterat, var från början av trä. År 1969 installerades basreliefen och ett nytt kors på graven av skulptören Aleksandr Ignatjev och arkitekten Vsevolod Smirnov.[26]År 2009, 120 år efter Achmatovas födelse, utvidgades Kamarovkyrkogården på ett sätt som upprörde både besökare och ortsbor. Efter deras protester gjordes försök att återställa de närmaste omgivningarna runt Achmatovas grav.[27]

## Lyrik
Under äktenskapet med Nikolaj Gumiljov skrev Achmatova tre diktsamlingar, som innehöll nydanande kärlekspoesi. I likhet med flera andra akmeister hämtade hon inspiration från den ryske poeten Innokentij Annenskij, som dog relativt okänd. Denne var även läromästare till Gumiljov, Mandelstam, Michail Lozinskij och Boris Pasternak. Achmatovas tidiga lyrik utgår samtidigt från den psykologiska prosan hos Fjodor Dostojevskij och Ivan Turgenjev.

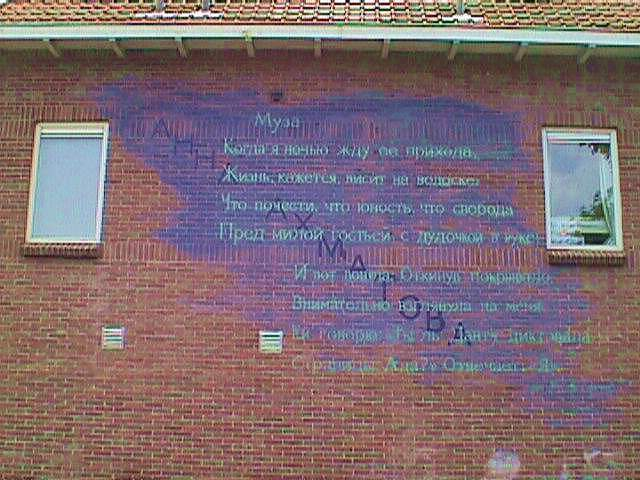
Dikten Муза ("Musa") konstfullt målad på en husvägg i Leiden.

Efter oktoberrevolutionen 1917 klassade bolsjevikerna Achmatovas dikter som borgerliga. Hon var Zjdanovs främsta hatobjekt inom litteraturen, och efter en hemlig partiresolution 1925 fick hon inte mycket publicerat fram till andra världskriget. Hon valdes in i Sovjetunionens författarförbund 1939, uteslöts 1946 och hennes lyrik bannlystes på nytt. År 1951 återinvaldes Achmatova i författarförbundet, och efter Stalins död 1953 utkom en censurerad samlingsutgåva av hennes dikter. 
Achmatovas samhällsinriktade produktion omfattar fyra grupper av dikter: de som anknyter till första världskriget, de som utgår från revolutionen och inbördeskriget i Ryssland, de som belyser utrensningarna under det sena 30-talet, och den patriotiska lyriken under andra världskriget.
Flera urval av Achmatovas dikter har utkommit i svensk tolkning.
År 1997 förärades hennes dikt Муза ("Musa") en plats som väggdikt på Johan de Wittstraat 57 i den holländska staden Leiden.

## Porträtt
Det första grafiska porträttet av Anna Achmatova (förutom Amedeo Modiglianis teckning 1911) gjordes av Savelij Sorin (Petersburg 1913 eller 1914).
Många konstnärer målade och tecknade Anna Achmatovas porträtt,,
däribland Amedeo Modigliani, som tecknat Achmatovas favoritporträtt som hon alltid hade i sitt rum ), N.J. Danko (skulpterade porträtt, 1924 och 1926), T.N. Glebova (1934), V. Milasjevskij (1921), J. Annenkov (1921), L.A. Bruni (1922), N. Tyrsa (1928), G. Verejskij (1929), N. Kogan (1930), B.V. Anrep (1952), G. Nemenova (1960–1963) och A. Tysjler (1943). Mindre kända är de tecknade siluetterna av Achmatova 1936 i staden Voronezj, av S.B. Rudakovij.

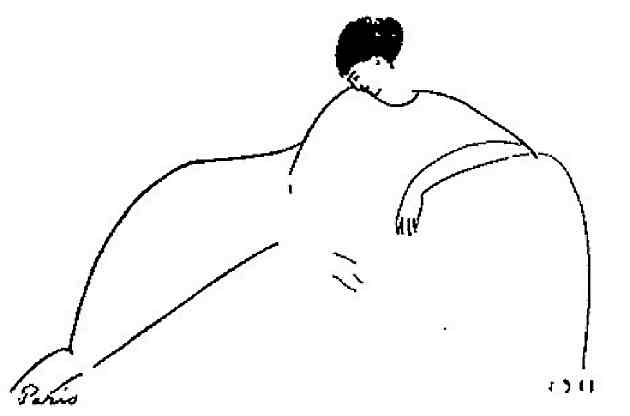
Anna Achmatova tecknad av Modigliani, 1911.
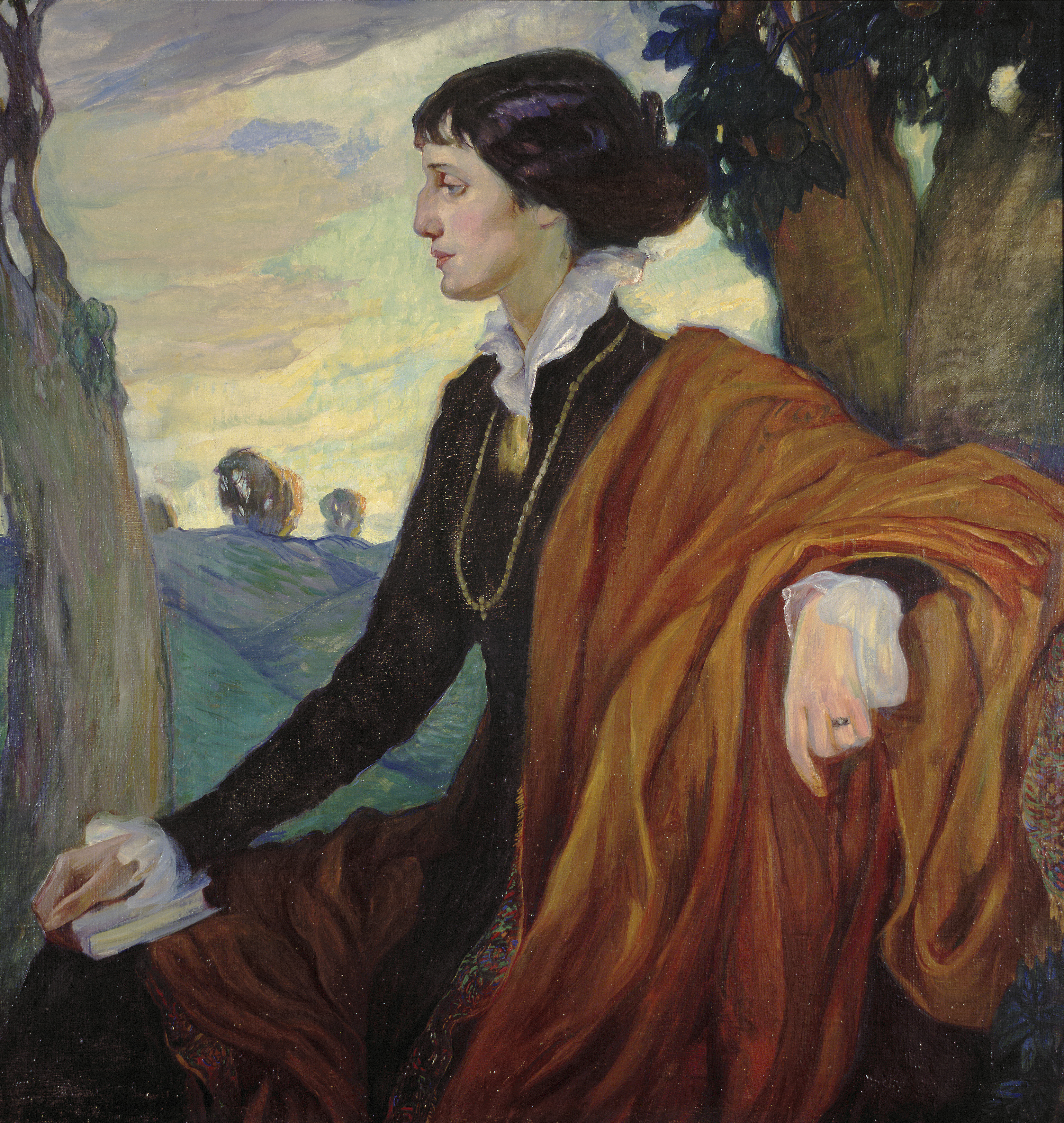
Achmatovas porträtt av Olga Della-Vos-Kardovskaja, 1914.
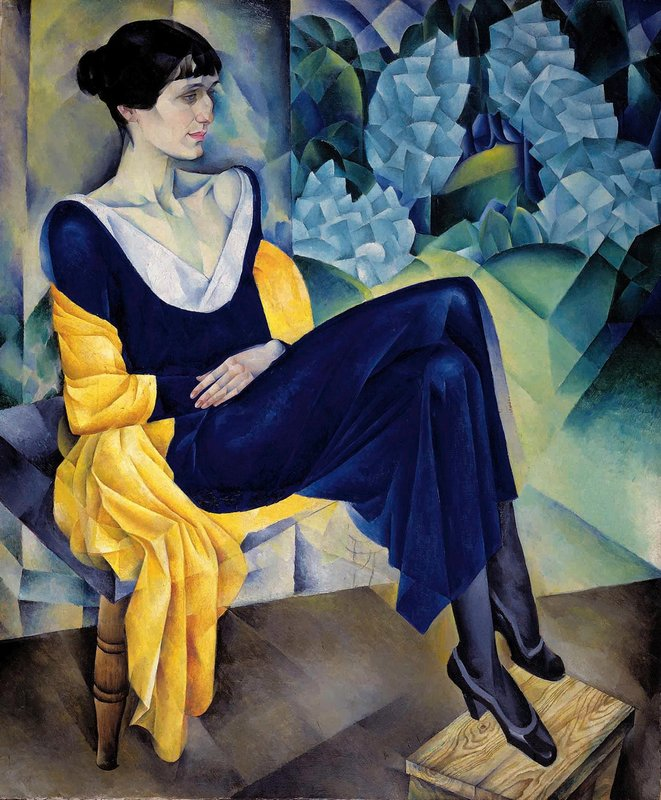
Natan Altman. Porträtt av Anna Achmatova, 1914. Ryska museet
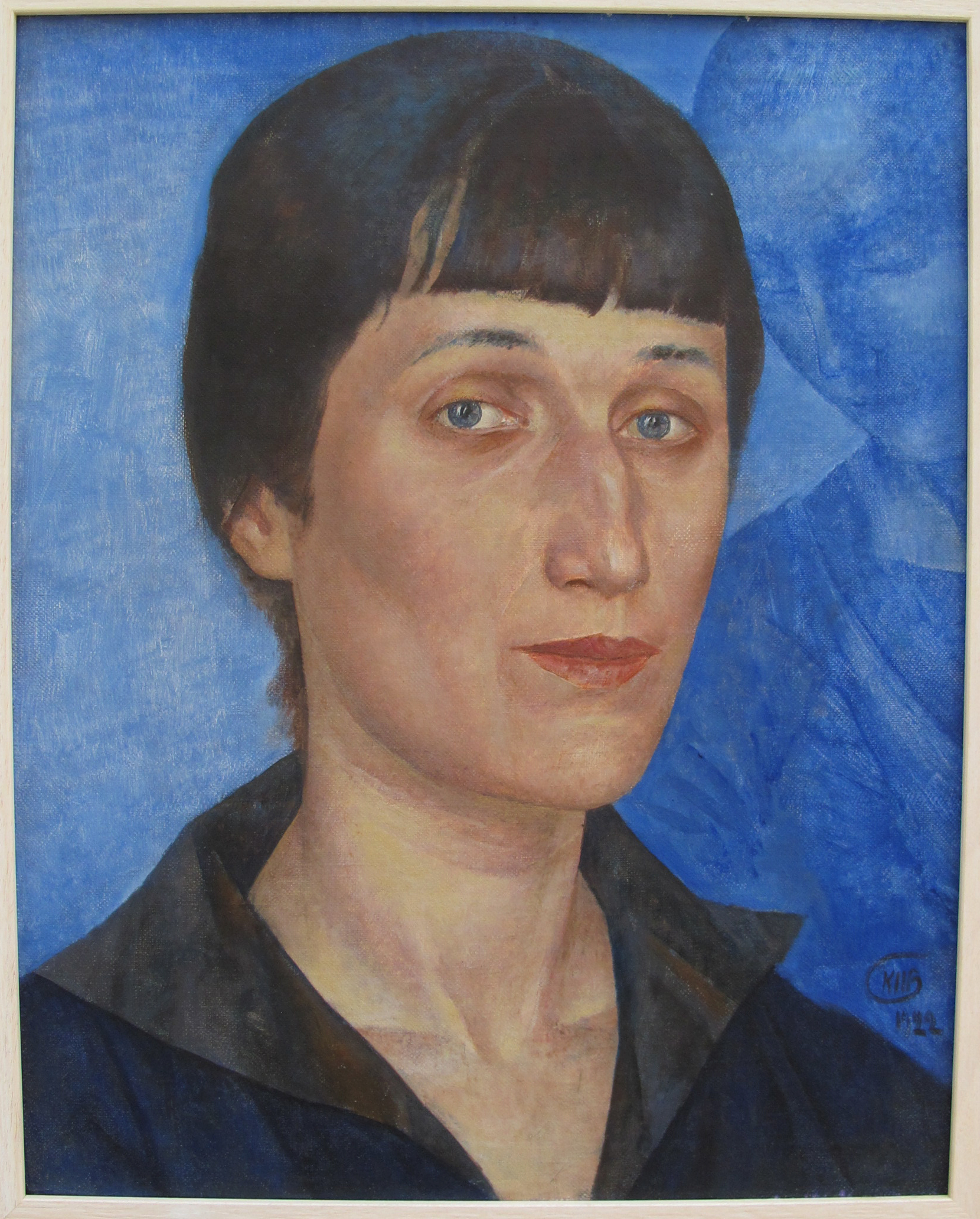
Kuzma Petrov-Vodkin. Porträtt av Anna Achmatova, 1922

## Bibliografi

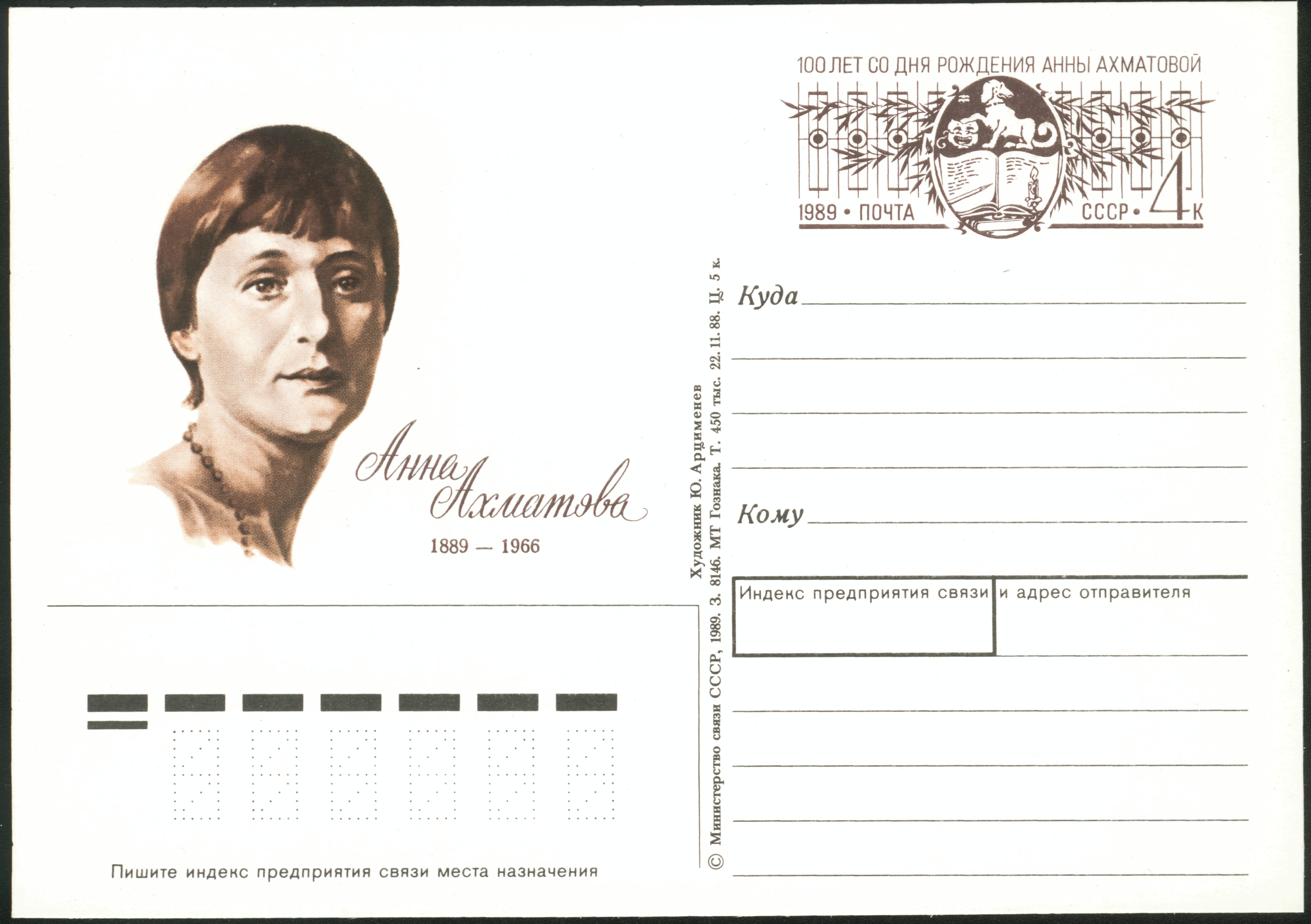
1989

### Utgivet på svenska
- Achmatova, Anna Andreevna; Hans Björkegren (1978). Ett poem utan hjälte och andra dikter. W & W-serien, 0509-5069 ; 473. Stockholm: Wahlström & Widstrand. Libris 8353884. ISBN 91-46-13148-5
- Achmatova, Anna Andreevna; Barbara Lönnqvist (2008). Dikter. Stockholm: Lind & Co. Libris 10592312. ISBN 978-91-85801-23-7 (inb.)
- Lidia Tjukovskaja, Anteckningar om Anna Achmatova Bok 1, 1938–41, översättning av Ola Wallin, Ersatz 2015, ISBN 91-87891-03-4.

## Utmärkelser
Nedslagskratern Akhmatova på planeten Venus och asteroiden 3067 Akhmatova är uppkallade efter henne.

## Fotnoter
1. ↑  Paul de Roux, Nouveau Dictionnaire des œuvres de tous les temps et tous les pays, andra utgåvan, vol. 1, Éditions Robert Laffont, 1994, s. 32, ISBN 978-2-221-06888-5.[källa från Wikidata]
2. ↑  CONOR.Sl, CONOR.SI-ID: 45556067.[källa från Wikidata]
3. ↑  hämtat från: engelskspråkiga Wikipedia.[källa från Wikidata]
4. ↑  ”А. Achmatova. Musa (författaren läser)”. Старое радио. http://www.staroeradio.ru/audio/12318. Läst 10 september 2016.
5. 1 2  Аnna Achmatova // Krugosvet.
6. ↑  Praskovja Fedosejevna Motovilova (Achmatova)s släktträd
7. ↑  Tjernych V. А. Rodoslovnaja Anny Andrejevny Achmatovoj Arkiverad 22 september 2016 hämtat från the Wayback Machine. // Pamjatniki kultury. Novyje otkrytija. Pismennost. Iskusstvo. Archeologija. — Jezjegodnik, 1992.
8. ↑  Björkegren, Hans. Dikten som skugga och spegling: Anteckningar om Anna Achmatova. Ingår i Ett poem utan hjälte och andra dikter av Anna Achmatova. Urval, tolkning, förord och kommentarer av Hans Björkegren. Stockholm 1978, s 18.
9. 1 2  Amanda Chejt Anna Achmatova. Pötitjeskoje stranstvije. Dnevniki, vospominanija, pisma. Arkiverad 15 september 2016 hämtat från the Wayback Machine. — 1991
10. ↑  Anna Achmatova: Kort om mig själv
11. ↑  Аполлон. 1911.№ 4
12. ↑  Solsjenitsyn, Alexander (1975). En kalv med eken stångades. sid. 194
13. ↑  Rubintjik О. Anna Achmatova och den sovjetiska censuren. Arkiverad 6 juni 2016 hämtat från the Wayback Machine.
14. ↑  Achmatova, А. Kort om mig själv.
15. ↑  Beer V. А. Blad från avlägsna minnen // Hågkomster om Anna Achmatova. — Мoskva.: Sovjetskij pisatel, 1991. — S. 28—32.
16. ↑  Dikten i sin helhet. På ryska Arkiverad 5 oktober 2016 hämtat från the Wayback Machine.
17. ↑  Bunatjan G. G., Tjarnaja М.G. Literaturnaja mesta Peterburga. Putevoditel. — Sankt Peterburg, 2005, — S. 319—350.
18. ↑  Tjernych V. А.Letopis zjizni i tvortjestvo Anny Achmatovoj. — Мoskva.: Indrik, 2008.s. 166
19. ↑  Tjernych, s. 229.
20. ↑  Rybakova О. I. Gorkaja pravda//Оb Аnnе Achmatovoj. Stichi, esse, vospominanija. Leningrad.: Lenizdat, 1990. s. 224–230
21. ↑  Jensen, Bent (2005). Gulag och glömskan - Rysslands tragedi och västvärldens minnesförlust under 1900-talet.. sid. 264
22. ↑  Uteslutningen begränsade inte endast deras yrkesliv, utan hela livet, som exempelvis innebar det att de förlorade sina ransoneringskort, se Gladkov, Aleksandr Konstantinovitj: Vstretji s Pasternakom. Moskva: Art-Fleks, 2002, s. 182
23. ↑  Golovinkova О., Tarchova N: "Jag kommer ändå att bli historiker!" (Nytt undersökningsmaterial funnet i Ryska statliga krigsarkivet i fallet Lev Gumiljov och studenterna 1938)
24. ↑  L. N. Gumiljov till А. А. Achmatova. Brev som inte nådde adressaten // Znamja. — 2011. — № 6.
25. ↑  Kopylov L, Pozdnjakova T: Posleslovije Eftermäle.
26. ↑  Jamstjikov S. V. Moj Pskov, 2003, s. 352
27. ↑  Podkop pod Achmatovu. Novaja gazeta 25 juni 2009
28. ↑  Berlin, Isaiah. ”Anna Akhmatova: A Memoir.” Ingår i The Complete Poems of Anna Akhmatova, s 35–55. 2:a uppl. Boston 1997, s 44.
29. ↑  Björkegren, 1978, s 14.
30. ↑  Björkegren, 1978, s 21.
31. ↑  Verheul, Kees. The Theme of Time in the Poetry of Anna Axmatova. Diss. The Hague & Paris 1971, s 10.
32. ↑  ”Uppgifter kring och tolkningar av väggdikten Муза i Leiden”. Arkiverad från originalet den 23 oktober 2017. https://web.archive.org/web/20171023010101/http://www.muurgedichten.nl/achmatova.html. Läst 3 januari 2013.
33. ↑  Tolmatjev: Achmatova i konsten Arkiverad 4 mars 2016 hämtat från the Wayback Machine.
34. ↑  I hundra speglar. Anna Achmatova i samtida porträtt / Förord. N. I. Popovoj. О. Е. Rubintjik. Texter om porträtten — Т. S. Pozdnjakovoj, text om Achmatovas självporträtt — О. Е. Rubintjik, оm I.A. Brodskijs porträtt —E. B. Korobovoj. Konstnärsbiografi — G. P. Balog, Е. L. Кurnikovoj. — Мoskva 2004.
35. ↑  Ljobimova, Antonina Vasiljevna. Anteckningar om möten // Om Anna Achmatova: Dikter, essäer, hågkomster, brev. — Leningrand.: Lenizdat, 1990. — S. 254.
36. ↑  Porträtt av Anna Achmatova i kronologisk ordning
37. ↑  ”Akhmatova on Venus” (på engelska). International Astronomical Union. 1 oktober 2006. https://planetarynames.wr.usgs.gov/Feature/128. Läst 14 november 2023.
38. ↑  ”Minor Planet Center 3067 Akhmatova” (på engelska). Minor Planet Center. https://www.minorplanetcenter.net/db_search/show_object?object_id=3067. Läst 20 september 2018.

### Allmänna källor
- Björkegren, Hans. Dikten som skugga och spegling: Anteckningar om Anna Achmatova. Ingår i Ett poem utan hjälte och andra dikter av Anna Achmatova. Urval, tolkning, förord och kommentarer av Hans Björkegren. Stockholm 1978.